# Slöjröksvamp
Slöjröksvamp (Lycoperdon mammiforme) är en svampart som beskrevs av Pers. 1801. Lycoperdon mammiforme ingår i släktet Lycoperdon och familjen Agaricaceae.   Inga underarter finns listade i Catalogue of Life.
I den svenska databasen Dyntaxa används istället namnet Lycoperdon mammaeforme för samma taxon.  Arten är reproducerande i Sverige.

## Källor

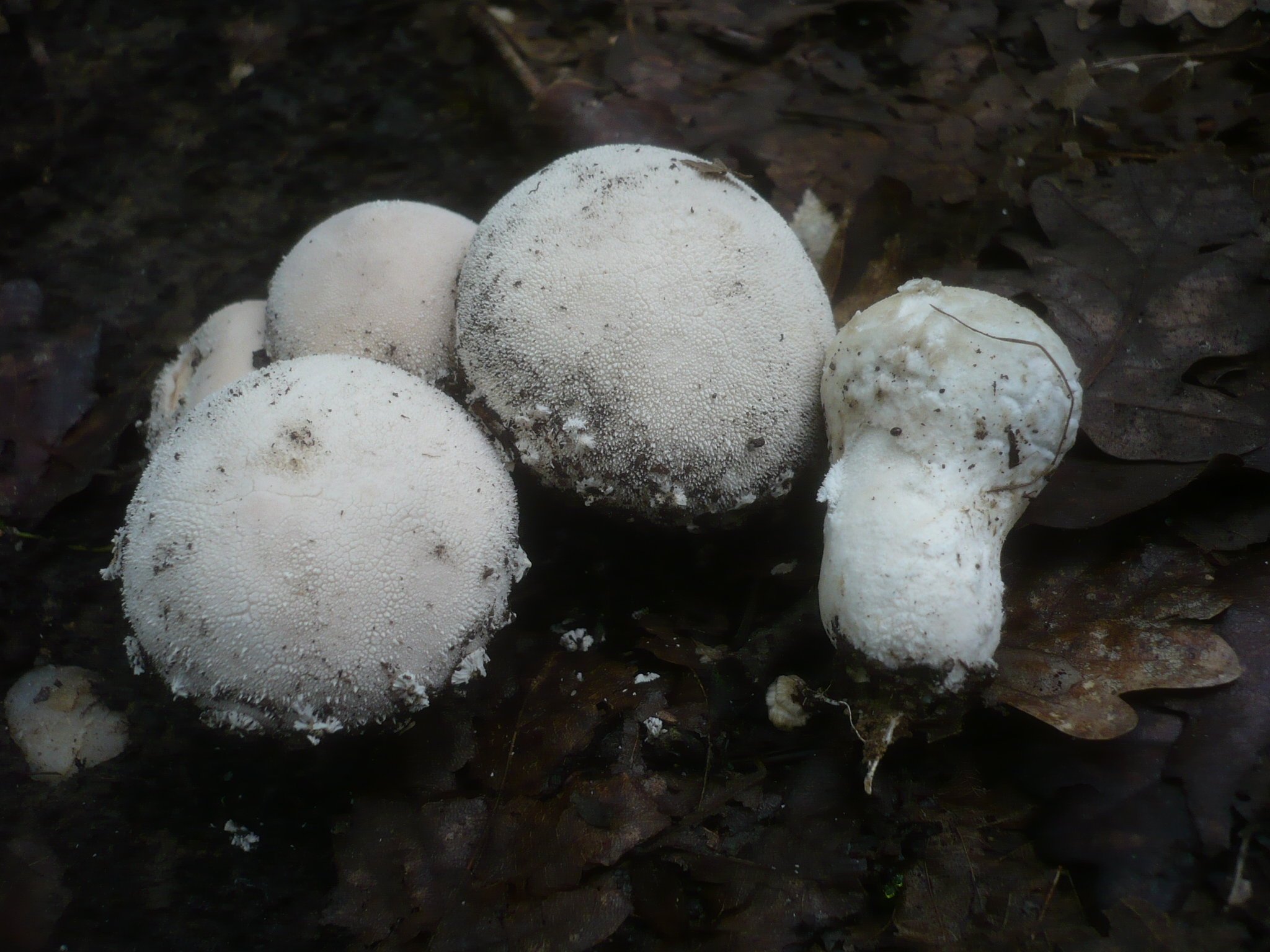
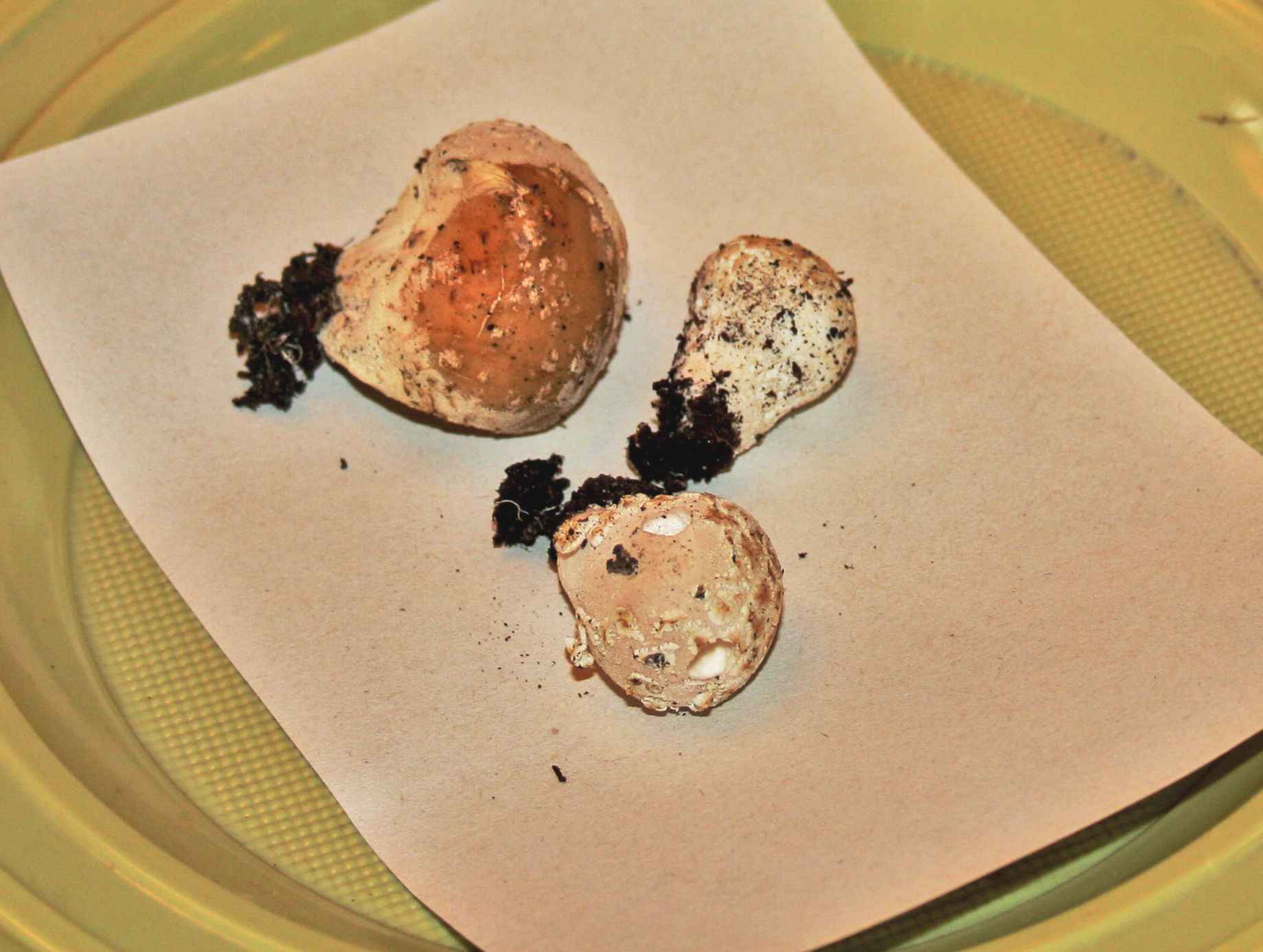
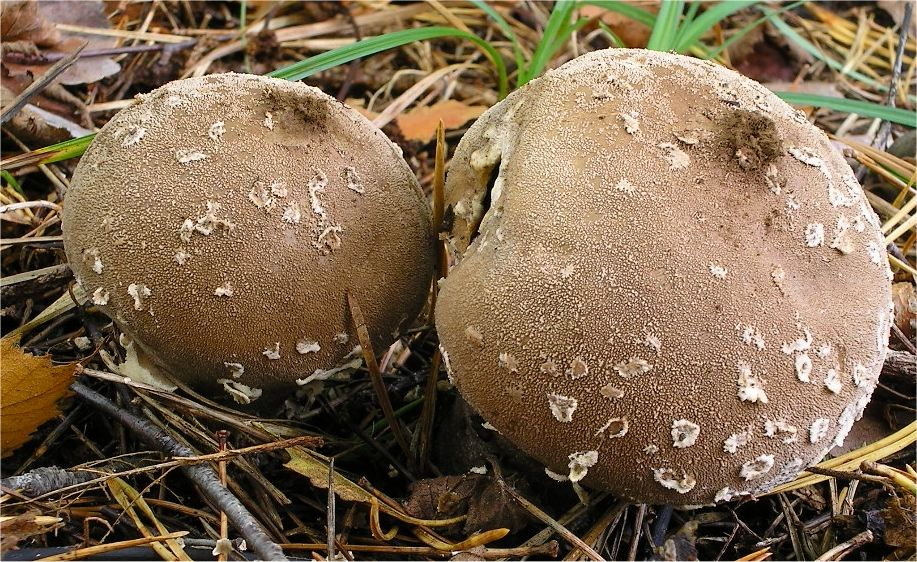